# Ронта (Фиренца)
Ронта је насеље у Италији у округу Фиренца, региону Тоскана.
Према процени из 2011. у насељу је живело 1313 становника. Насеље се налази на надморској висини од 358 м.